# Trauerkommers für Richard Wagner
Der Trauerkommers für Richard Wagner wurde am 5. März 1883, einen knappen Monat nach dem Tode Richard Wagners, von der deutsch-nationalen Studentenschaft Wiens durchgeführt. Der  antisemitische Kommers fand großen öffentlichen und politischen Nachhall.

## Hintergrund
Unter den Anhängern der Alldeutschen gehörten die Universitätsstudenten von Anfang an zu den Befürwortern der schärfsten rassistischen und antisemitischsten Ausrichtung und die deutsch-nationale Studentenschaft Wiens stand ihren jüdischen Kommilitonen äußerst feindlich gegenüber. Seit 1878 begannen die Burschenschaften in Wien, Juden von der Mitgliedschaft auszuschließen. Dabei wurde der Antisemitismus in den österreichischen Studentenverbindungen auch durch die weltlichen Ängste vor der jüdischen Konkurrenz angeheizt: „An der Wiener Universität waren 1880 22,3 % der Jurastudenten und 38,6 % der Medizinstudenten Juden. 1889–90 erreichte der Anteil von Juden am Lehrpersonal der medizinischen Fakultät 48 %.“
Der groß aufgezogene Kommers zum Gedenken an den verstorbenen Komponisten Richard Wagner wurde zu einer Demonstration der Deutschnationalen Bewegung und des Wiener Antisemitismus.

## Ablauf
Der 1882 gegründete Verein Deutscher Studenten Wiens veranstaltete am 5. März 1883 einen Trauerkommers zu Ehren von Richard Wagner, der im Monat zuvor gestorben war. 4000 Teilnehmer in Trauerkleidung hatten sich in den Sofiensälen eingefunden. Die Säle waren mit Schwarz-Weiß-Rot und Kornblumen geschmückt, dem Symbol der deutschnationalen Bewegung; Embleme der Habsburgermonarchie hingegen fehlten. Geleitet wurde der Kommers von Franz Dafert von Sensel-Timmer, dem Vorsitzenden des Wiener VDSt. Zur Eröffnung erklangen die Ouvertüre von Rienzi und Siegfrieds Tod. Helmuth Karl Bernhard von Moltke hatte dankend abgesagt. Die Verlesung seines Begrüßungsschreibens weckte stürmische Begeisterung. Die Eröffnungsrede hielt der stellvertretende Obmann, stud. iur. Richard Kaan (Akademische Burschenschaft Oberösterreicher Germanen in Wien). Er pries Wagner als Künder des (antijüdischen) Germanentums. Auf allen Tischen ausgelegt war die Rede von Robert von Pattai. Karl Beurle (Wiener Burschenschaft Libertas, Ehrenbursch der Leobener Burschenschaft Germania) begrüßte zwei VDSt-Studenten der Schlesischen Friedrich-Wilhelms-Universität als erste Vertreter einer (deutschen) Reichsuniversität. Als Aurelius Polzer (Burschenschaft Arminia Wien) seine Rede mit der Mahnung schloss, dass es „nur ein deutsches Volk und ein Reich“ gebe, ließ der aufsichtführende Polizist nur noch einen Redner zu, worauf Hermann Bahr (Burschenschaft Albia Wien) Wagner als „politischen Führer“ verkündete.

„Der Wagner-Kommers gestaltete sich zu einer großdeutschen Kundgebung von solcher Wucht, wie sie Wien bis dahin von akademischer Seite noch nicht erlebt hatte. Den Höhepunkt brachte Bahrs Rede, in der er Wagners bewußt deutsches Wesen und seine Ablehnung des Judentums zeichnete  und unter anderem, was das Deutschtum in Österreich anlangt, von einer büßenden Kundry sprach, die in der Umhegung schwarz-gelber Grenzpfähle auf Erlösung harrt. Bahrs großdeutschem Bekenntnis folgte die polizeiliche Schließung des Kommerses.“

Georg von Schönerer ließ „unseren Bismarck“ hochleben. Weitere korporierte Redner aus dem Reichsrat waren Ernst Bareuther, Engelbert Pernerstorfer, Moritz Weitlof und Adolf Wiesenburg.
Von den Professoren sprachen Gustav Demelius, Dekan der juridischen Fakultät, und Ludwig Blume, Lehrer am Wiener Akademischen Gymnasium.

## Wirkung
Der Rektor Friedrich Maassen, Jenaer Burschenschafter und vom Protestantismus zum Katholizismus konvertiert, verurteilte den Kommers. Gegen diese Parteinahme verwahrten sich die Veranstalter:
1. Wr. akadem. Burschenschaft „Albia“
2. Akadem. Burschenschaft „Alemannia“
3. Wr. Burschenschaft „Arminia“
4. Wr. akadem. Burschenschaft „Bruna“ (Brünn)
5. Wr. Burschenschaft „Campia“
6. Wr. Burschenschaft „Cheruscia“
7. Wr. Burschenschaft „Germania“
8. Ober-österr. akadem. Verein „Germania“
9. Landsmannschaft „Iglavia“
10. Wr. akadem. Burschenschaft „Libertas“
11. Techn.-akadem. Burschenschaft „Libertas“
12. Landsmannschaft „Moldavia“
13. Akadem. Verein „Oppavia“
14. Akadem. Verein „Rabenstein“
15. Wr. Burschenschaft „Silesia“
16. Wr. Studenten-Club
17. Wr. akadem. Burschenschaft „Teutonia“
18. Landsmannschaft „Thaya“
19. Wr. Burschenschaft „Thuringia“
20. Verein deutscher Studenten aus Böhmen

Unter Maassens Vorsitz bestrafte der akademische Senat der Universität Wien Dafert und Bahr mit der Relegation. Dafert ging nach Bonn, Bahr (für ein Semester) nach Graz. Als  Maassen am 16. April vor die Studenten trat, wurde er mit orkanartigem Lärm empfangen. Es war der Auftakt von jahrzehntelangem Krawall und Aufruhr an den Universitäten Österreichs.
Theodor Herzl verließ die Burschenschaft Albia. Die Regierung Eduard Taaffe erwog die Auflösung aller nationalen Verbindungen, beließ es aber bei verschärfter Überwachung. Bei größeren studentischen Veranstaltungen waren Regierungsvertreter zugegen. Reden und Lieder wurden einer behördlichen Vorzensur unterzogen.